# Piotr Niewiedział
Piotr Stanisław Niewiedział (ur. w Poznaniu) – polski muzyk, pianista, dr habilitowany nauk muzycznych, profesor Akademii Muzycznej w Poznaniu. 

## Życiorys
Absolwent Akademii Muzycznej w Poznaniu. Studia pianistyczne realizował pod kierunkiem prof. Andrzeja Tatarskiego. W roku akademickim 1990/91 był stypendystą Ministra Kultury i Sztuki za osiągnięcia w nauce i sukcesy artystyczne. Dyplom ukończenia studiów otrzymał z wyróżnieniem (1991). Obecnie jest profesorem w Akademii Muzycznej w Poznaniu. 
W dniu 19.01.2015 uzyskał habilitację na Akademii Muzycznej w Poznaniu; Wydział Instrumentów Smyczkowych, Harfy, Gitary i Lutnictwa.

## Życie osobiste
Z żoną Anną Haas-Niewiedział tworzą duet fortepianowy La Valse'89.

## Odznaczenia, nagrody i wyróżnienia
- Nagroda II stopnia Rektora Akademii Muzycznej, 2012
- Medal Srebrny za Długoletnią Służbę, 2012[3].